# Microchilus erythrodoides
Microchilus erythrodoides är en orkidéart som först beskrevs av Rudolf Schlechter, och fick sitt nu gällande namn av Paul Ormerod. Microchilus erythrodoides ingår i släktet Microchilus och familjen orkidéer.

## Underarter
Arten delas in i följande underarter:
- M. e. venadosae
- M. e. erythrodoides